# 熊懷
熊懷（1431年—1505年），字性實，江西南昌府豐城縣人，明朝政治人物。

## 生平
江西鄉試第五十八名。天順元年（1457年）丁丑科進士。由刑部主事知廣平府，歷廣東左布政使，皆有治行。官至南京刑部右侍郎。弘治十八年（1505年）卒。

## 家族
曾祖熊仁壽。祖父熊南綱。父熊士端。